# Santena
Ne doit pas être confondu avec Santéna.
Santena est une commune italienne d'environ 10 600 habitants, située dans la ville métropolitaine de Turin, dans la région Piémont, dans le nord-ouest de l'Italie.

## Géographie
Santena est une commune de plaine située au sud-est de Turin, sur la rive droite du fleuve Pô. 

## Patrimoine et culture
La ville de Santena abrite une fondation, « Fondazione Camillo Cavour » installée dans le parc et les bâtiments du château Cavour, bâtiments du début du XVIIIe siècle. C'est à la suite des entretiens de Napoléon III avec le Comte de Cavour, en 1858, dans la fameuse « Entrevue de Plombières » (Plombières-les-Bains), qu'aboutira le rattachement du Comté de Nice à la France.

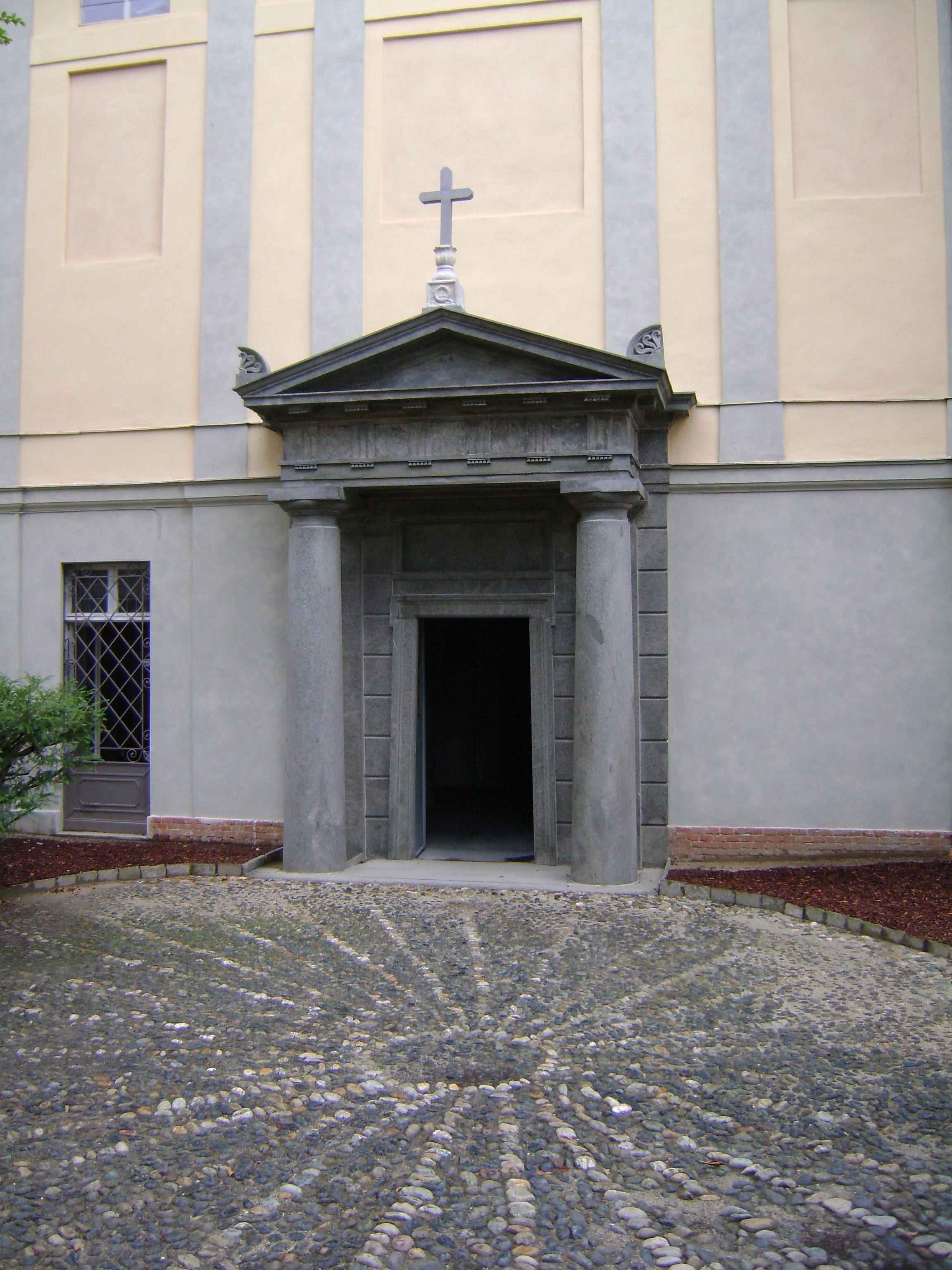
Tombe de Cavour

### Jumelages
La Ville de Santena est jumelée avec :
- Plombières-les-Bains (France) depuis 2015, commune située dans les Vosges, dans la région Grand Est en France[4].

## Administration
| Période                                  | Période  | Identité          | Étiquette | Qualité      |
| ---------------------------------------- | -------- | ----------------- | --------- | ------------ |
| 29 mai 2007                              | En cours | Benedetto Nicotra |           | centredroite |
| Les données manquantes sont à compléter. |          |                   |           |              |

### Hameaux
Tetti Busso, Tetti Giro, Luserna, Gamenario, Case Nuove, Carolina, San Salvà.

### Communes limitrophes
Chieri, Cambiano, Trofarello, Poirino, Villastellone